# Nienke
Nienke ist ein weiblicher Vorname.

## Herkunft und Bedeutung
Der Name ist friesischen Ursprungs und eine Verkleinerungsform von Katharina.

## Verbreitung
In Deutschland wird der Name seit 2005 recht regelmäßig vergeben, er ist aber nicht sonderlich beliebt. Von 2010 bis 2023 wurde er etwa 100 Mal gewählt. Der Name wird in Österreich seit 1984 sehr selten vergeben, und zwar 6 Mal.
Besonders beliebt ist Nienke in den Niederlanden. Von 2008 bis 2013 befand sich der Name in den Top-100. Sein Trend ist aber rückläufig, im Jahr 2023 belegte er den 287. Platz. In Belgien wird der Name seit 1995 alljährlich in der Namensgebung berücksichtigt. Er ist mäßig beliebt und wurde in diesem Zeitraum etwa 640 Mal vergeben. Die Vergabe ist auch in Dänemark, Schottland, England und Kanada nachgewiesen.

## Bekannte Namensträgerinnen
- Nienke van Hichtum (1860–1939), niederländische und friesische Übersetzerin, Märchen- und Kinderbuchautorin
- Nienke Hommes (* 1977), niederländische Ruderin
- Nienke Kingma (* 1982), niederländische Ruderin